# Schots voetbalelftal (mannen)
Het Schots voetbalelftal is een team van voetballers dat Schotland vertegenwoordigt in internationale wedstrijden.
In totaal deed Schotland acht keer mee aan het WK voetbal en vier keer aan het EK voetbal. Geen enkele keer werd de volgende ronde gehaald.

## Geschiedenis

### Beginjaren
In 1872 vond de eerste voetbalinterland ooit plaats, Schotland en Engeland speelden tegen elkaar doelpuntloos gelijk. Schotland verloor twee van de eerste 43 interlands, de twee nederlagen waren allebei tegen Engeland. In 1903 verloor het zijn eerste interland tegen een ander team, er werd een 2-0 nederlaag geleden tegen Ierland. Tussen 1874 en 1904 was Schotland volgens de Elo-wereldranglijst voetbal het sterkste voetballand van de wereld. In het seizoen 1883/1884 vond de eerste interland-competitie plaats, het British Home Championship met als tegenstanders Engeland, Wales en in eerste instantie Ierland, later Noord-Ierland. Schotland won tot 1904 24 keer de titel, waarvan 17 keer een gedeelde plaats. De competitie duurde voort tot het seizoen 1983/1984, Schotland won de titel 41 keer, waarvan 17 keer een gedeelde plaats. De eerste interland buiten het Verenigd Koninkrijk was in 1929 tegen Noorwegen, er werd met 7-3 gewonnen. De FA-bond leefde in onmin met de FIFA over het toelaten van profspelers in internationale toernooien en daarom kon Schotland zich niet inschrijven voor de eerste drie WK's in de jaren dertig.

### Eerste twee WK's zonder succes (1950–1958)

#### WK 1950
Vanaf 1949 schreven de Britse landen zich in bij de FIFA en deden mee aan de kwalificatie voor het WK van 1950. De FIFA besloot een groep op te zetten met alle Britse ploegen bij elkaar, waarvan de eerste twee landen zich zouden plaatsen. De Schotse voetbalbond besloot alleen naar Brazilië te gaan als Schotland eerste werd. Schotland werd tweede na een 0-1 nederlaag tegen Engeland en de Schotse Bond bleef bij hun standpunt. In plaats van deel te nemen aan het WK maakte Schotland een tour door Noord-Amerika.

#### WK 1954
Voor het WK van 1954 waren de regels hetzelfde, een tweede plaats in een Britse groep zou genoeg zijn voor plaatsing. Een overwinning op Noord-Ierland, een gelijkspel tegen Wales en een nederlaag tegen Engeland was genoeg voor de tweede plaats en nu ging de ploeg wel naar het WK. Erg serieus nam Schotland het WK nog steeds niet, slechts 13 spelers gingen mee naar Zwitserland, terwijl 22 spelers waren toegestaan. De eerste wedstrijd tegen Oostenrijk werd met 1-0 verloren en enkele uren voor de beslissende wedstrijd tegen Uruguay nam manager Andy Beattie ontslag. Schotland leed tegen de regerende wereldkampioen zijn grootste nederlaag in zijn historie: 7-0.

#### WK 1958
Schotland begon de kwalificatie voor het WK van 1958 sterk met een 4-2 overwinning op Spanje (drie treffers van Jackie Mudie) en een 1-2 overwinning in Zwitserland. Aangezien Spanje en Zwitserland gelijk speelden in Madrid had Schotland een ruime voorsprong in de beslissende wedstrijden. Na een 4-1 nederlaag tegen Spanje stelde Schotland kwalificatie zeker dankzij een 3-2 zege op Zwitserland. De coach van Manchester United Matt Busby zou Schotland begeleiden tijdens het WK in Zweden, maar Busby was nog verzwakt van zijn verwondingen tijdens de vliegramp van München waar bijna de voltallige selectie van Manchester United overleed. Schotland begon het WK met een 1-1 gelijkspel tegen Joegoslavië, maar door nederlagen tegen Paraguay en Frankrijk was de ploeg in de eerste ronde uitgeschakeld.

### Gemiste kansen op kwalificaties (1958–1972)

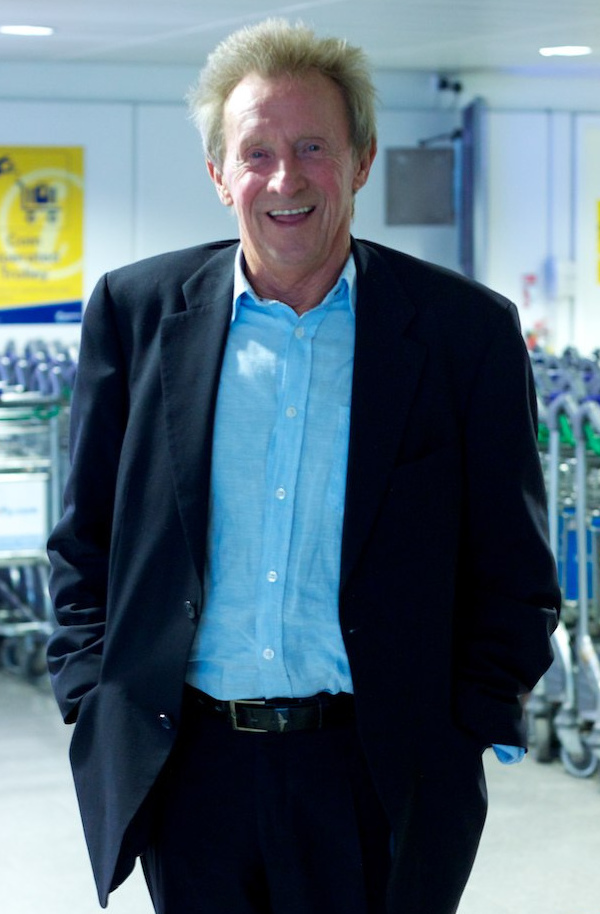
Denis Law

#### WK 1962
Schotland schreef zich niet in voor de EK's van 1960 en 1964. Voor het WK van 1962 was het land in een felle strijd verwikkeld met Tsjecho-Slowakije, beide landen wonnen ruim van Ierland. Schotland verloor met 4-0 in Bratislava en in Glasgow leek de strijd beslist, toen de Tsjechen een 2-1 voorsprong namen. Twee treffers van de bij Manchester United spelende Denis Law zorgde voor een 3-2 zege en een beslissingswedstrijd in Brussel moest de beslissing brengen. Nu waren de rollen omgedraaid, de Schotten stonden vlak voor tijd met 1-2 voor door twee treffers van Ian St John. Namens de Tsjechen zorgde Adolf Scherer voor de gelijkmaker, waarna de Tsjechen in de verlengingen toesloegen: 4-2. Tsjecho-Slowakije zou op dat WK de finale halen.

#### WK 1966
Voor het WK in 1966 was er opnieuw een pittige tegenstander in de voorronde: Italië. Voor de beslissende wedstrijden tegen de tweevoudige wereldkampioenen werden er punten verspild tegen Polen (1-1 in Warschau, 1-2 in Glasgow). De Italianen wonnen hun thuiswedstrijd tegen Polen met 6-1 en hadden een voordeel van twee punten op de Schotten. In de thuiswedstrijd bleef de hoop levend dankzij een late treffer van John Greig, maar in Napels was Schotland kansloos: 3-0.

#### EK 1968
In 1967 maakte Celtic Glasgow veel furore door als eerste niet-Latijnse club de Europa Cup I te winnen. Bovendien was Denis Law uitgegroeid tot een van de dragende spelers van Manchester United, dat een jaar later de belangrijkste Europa Cup zou winnen. De UEFA haalde een oud idee van de FIFA uit de kast door alle Britse ploegen een voorronde te laten vormen. Schotland verspilde een punt tegen Wales, maar nam de leiding in de groep door de kersverse wereldkampioen Engeland met 2-3 te verslaan in het Wembley Stadium. Vier van de vijf treffers vielen in de laatste vijftien minuten. De voetballers van Schotland noemden zich na deze overwinning voor de grap "onofficieel wereldkampioen", omdat ze de eersten waren die van de kersverse wereldkampioen hadden gewonnen. Die verzonnen status raakten de Schotten weer kwijt toen ze hun volgende wedstrijd verloren van de Sovjet-Unie, vanaf dat moment de nieuwe "onofficiële wereldkampioen". Omdat Schotland met 1-0 verloor van Noord-Ierland en Engeland alle wedstrijden van Wales en Noord-Ierland won moest Schotland in Glasgow opnieuw van Engeland winnen om de kwartfinales te halen. Voor meer dan 134.000 toeschouwers (een record in het Europese voetbal) eindigde de wedstrijd in een 1-1 gelijkspel en Schotland was uitgeschakeld met één punt verschil.

#### WK 1970

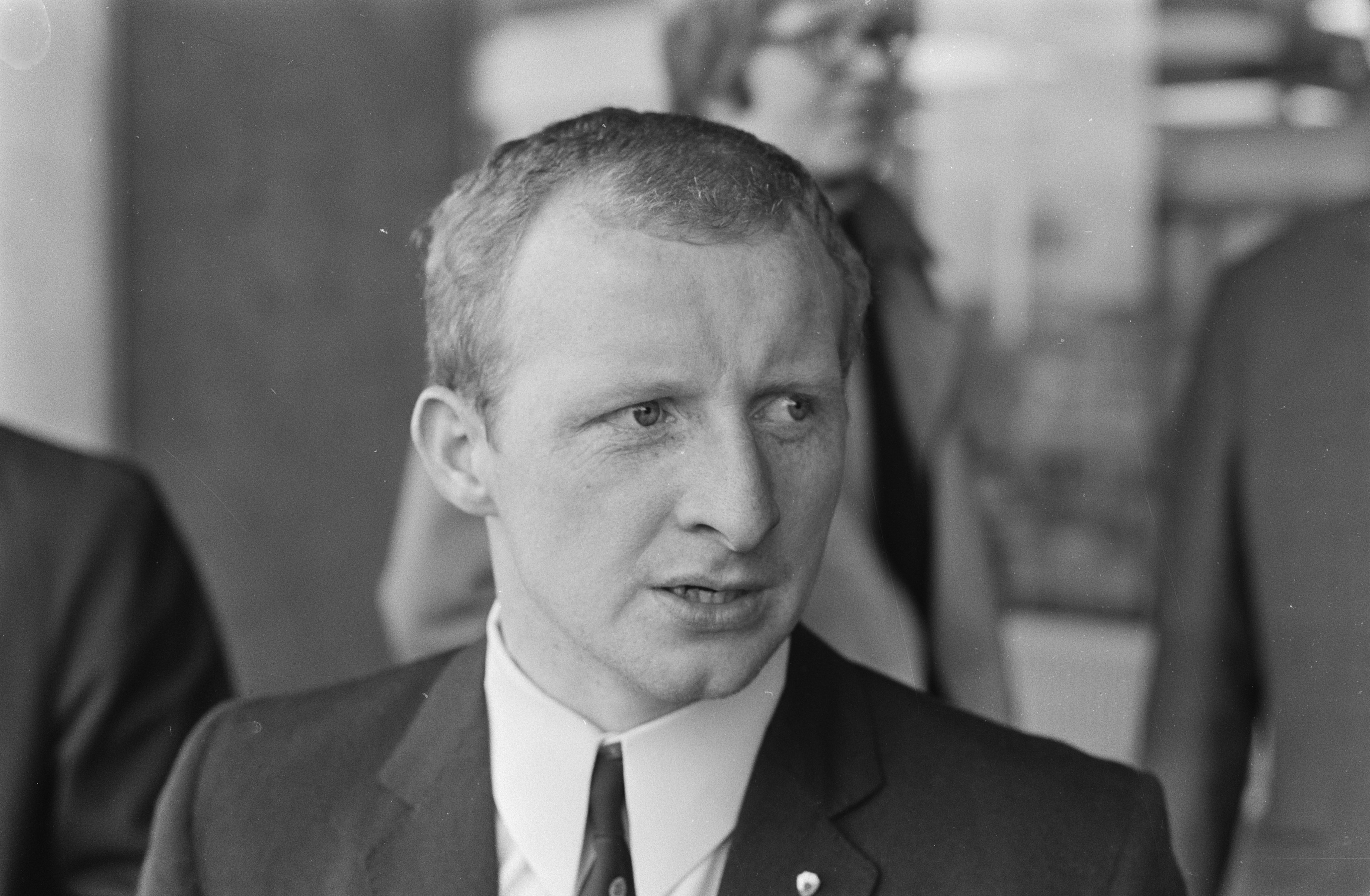
Jimmy Johnstone als Celtic-speler in 1971, 23 interlands spelend voor Schotland

Loting voor het WK van 1970 leverde opnieuw een pittige tegenstander op: West-Duitsland, ex-wereldkampioen en verliezend finalist in 1966. Celtic was nog een steeds een topteam in Europa, het haalde in 1970 opnieuw de finale van de Europa Cup I (2-1 verlies tegen Feyenoord). In Glasgow zorgde Bobby Murdoch voor een late gelijkmaker tegen de Duitsers, de voorlaatste wedstrijd in de groep, uit tegen de Duitsers in Hamburg was beslissend. Vlak voor tijd scoorde Reinhard Libuda de winnende treffer: 3-2 en de Duitsers konden de tickets naar Mexico bestellen.

#### EK 1972
Het kwalificatie-toernooi voor het EK van 1972 was geen succes, Schotland won al hun thuiswedstrijden met één goal verschil, maar presteerde ondermaats in de uitwedstrijden. Alle drie de wedstrijden gingen verloren, pijnlijk waren een 3-0 nederlaag tegen België en een 1-0 nederlaag tegen het in die jaren kleine voetballand Denemarken.

### Vijf WK's op een rij (1972–1990)

#### WK 1974
Net als in 1962 was Tsjecho-Slowakije de voornaamste concurrent voor het WK in 1974. Schotland won tweemaal van Denemarken, terwijl de Tsjechen in Kopenhagen niet verder kwamen dan 1-1. Bij winst in de thuiswedstrijd zou Schotland zich plaatsen en de bij Leeds United spelende Joe Jordan zorgde voor de winnende treffer. Plaatsing voor het WK gaf extra cachet, omdat Engeland zich niet wist te plaatsen. Schotland begon het toernooi in West-Duitsland met een 2-0 zege op Zaïre. De wedstrijd tegen regerend wereldkampioen Brazilië eindigde in een doelpuntloos gelijkspel, mede doordat de Schotse aanvoerder Billy Bremner van dichtbij miste. Omdat Joegoslavië met 9-0 van Zaïre won moest Schotland winnen om de tweede ronde te halen. Schotland kwam niet verder dan een 1-1 gelijkspel en omdat Brazilië met 3-0 van Zaïre won was Schotland uitgeschakeld door een slechter doelsaldo. Achteraf was Schotland het enige land van de zestien deelnemende teams dat geen wedstrijd verloor. Denis Law nam afscheid van het Schotse team

#### WK 1978

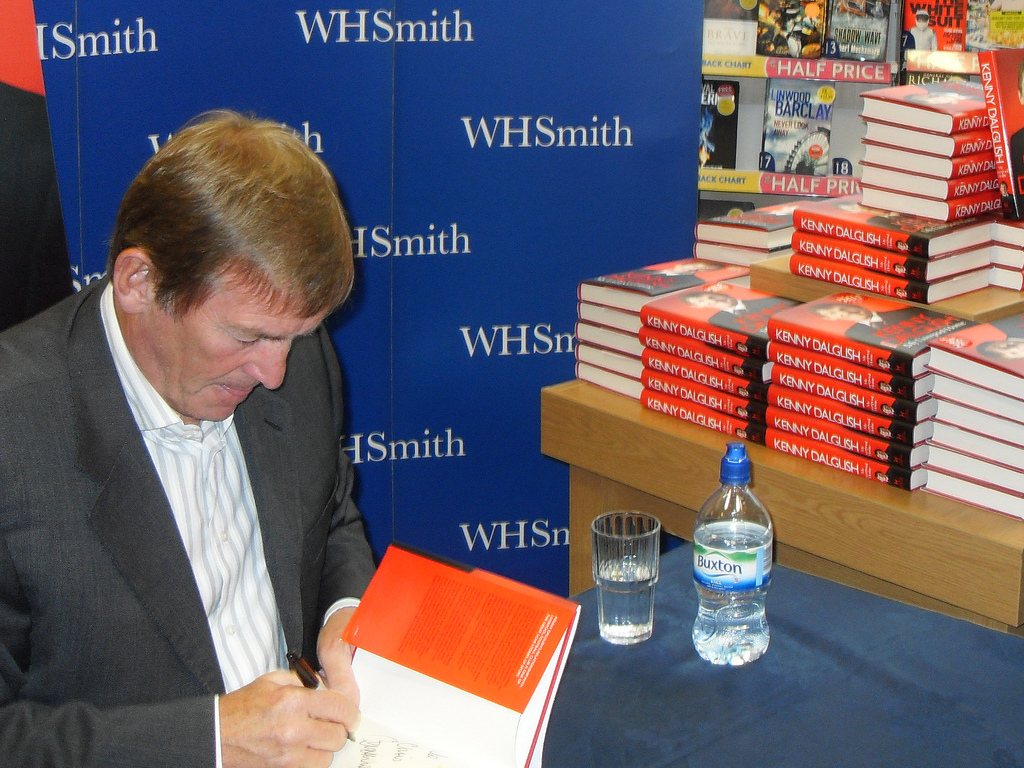
Kenny Dalglish

Opnieuw was Tsjecho-Slowakije tegenstander om het WK te halen, dit keer in 1978. Schotland verloor de eerste wedstrijd met 2-0 van de kersverse Europese kampioen, maar Tsjecho-Slowakije verslikte zich opnieuw tegen een mindere tegenstander; Wales versloeg de concurrent met 3-0. Na een 3-1 zege op de Tsjechen was de uitwedstrijd tegen Wales beslissend, de wedstrijd werd gespeeld in Liverpool vanwege massale belangstelling. Schotland won met 0-2 en was opnieuw het enige Britse team dat zich plaatste. De ploeg had een sterke generatie met spits Kenny Dalglish en middenvelder Graeme Souness van FC Liverpool als belangrijkste exponenten. Het zelfvertrouwen bij de Schotten was groot met niet hoog aangeschreven tegenstanders als Peru en Iran op het WK in Argentinië. Tegen Peru ging het mis: Deon Masson miste bij een 1-1 stand een strafschop, waarna Teófilo Cubillas de wedstrijd besliste met sterke twee individuele acties: 1-3. Tot overmaat van ramp werd Willy Johnstone geschorst vanwege gebruik van een verboden middel tegen hooikoorts. De wedstrijd tegen Iran eindigde in een 1-1 gelijkspel en Schotland moest met drie treffers verschil van WK-finalist Nederland winnen om de tweede ronde te halen. Dit resultaat lag binnen handbereik, nadat Archie Gemell met een slalom de Schotten op een 3-1 voorsprong bracht. Nederland wankelde, maar een afstandsschot van Johnny Rep zorgde ervoor, dat Schotland opnieuw op doelsaldo de tweede ronde niet haalde.

#### WK 1982

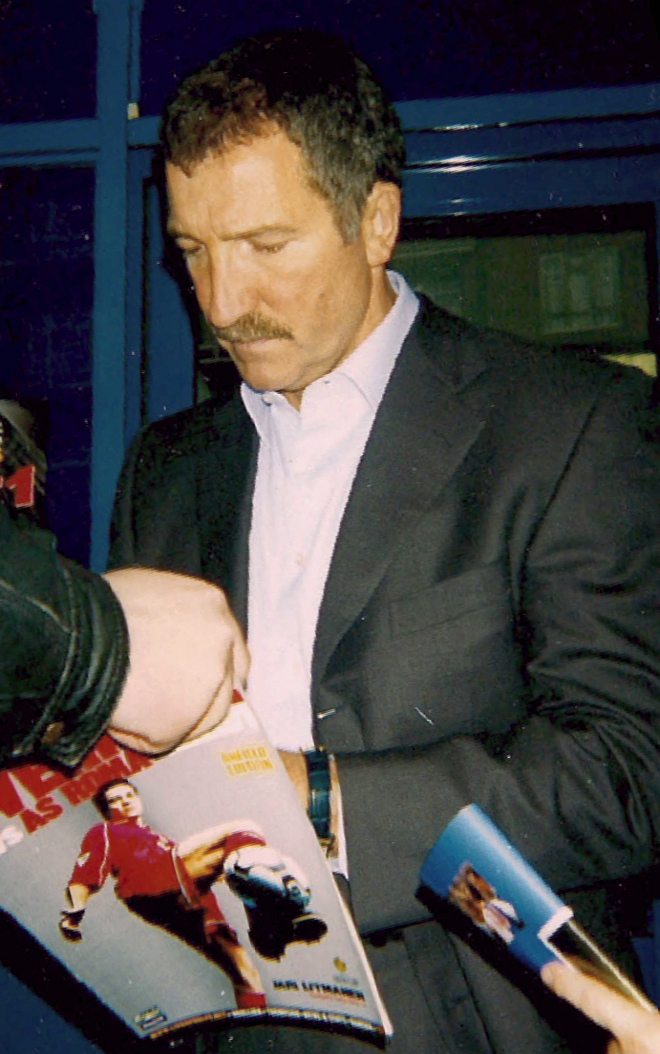
Graeme Sounness

Schotland plaatste zich zonder veel problemen voor het WK in 1982 in Spanje. Samen met Noord-Ierland eindigde het boven Portugal en Zweden, pas op de laatste speeldag werd er een nederlaag geleden. In Malaga werd met 5-2 gewonnen van Nieuw-Zeeland, tegen Brazilië nam Schotland een 0-1 voorsprong, maar het team rond sterren als Zico, Sócrates en Falcao overspeelde daarna de Schotten: 4-1. Schotland moest nu winnen van de Sovjet-Unie, maar in een wisselende wedstrijd werd met 2-2 gelijk gespeeld. Schotland kwam in de eerste helft met 1-0 voor, maar in de tweede helft trok de Sovjet-Unie de achterstand recht met een 2-1 voorsprong. Vlak voor tijd scoorde Souness de gelijkmaker, maar Schotland was voor de derde achtereenvolgende keer uitgeschakeld op doelsaldo.

#### WK 1986
De start om het WK weer te halen was goed met een 3-1 zege op Spanje, maar nederlagen in de return en thuis tegen Wales zorgde voor spanning. Op de laatste speeldag stonden Schotland, Spanje en Wales gelijk in punten, Spanje zou winnen van IJsland, Schotland speelde de uitwedstrijd tegen Wales. Hughes zette Wales op voorsprong, maar in de 80e minuut scoorde Davie Cooper uit een strafschop de gelijkmaker. De spanning van de wedstrijd werd bondscoach Jock Stein te veel en hij stierf in de dug-out. Aberdeen FC-coach Alex Ferguson nam zijn positie over en hij leidde Schotland naar zijn vierde achtereenvolgende WK door in de play-offs Australië te verslaan. Schotland was op het WK in Mexico ingedeeld in een zware poule, samen met WK-finalist West-Duitsland, Zuid-Amerikaans kampioen Uruguay en het opkomende Denemarken. Na nederlagen tegen Denemarken (1-0) en West-Duitsland (2-1) moest Schotland winnen om als derde in de groep de achtste finales te halen. Al binnen een minuut werd de Uruguayaan José Batista uit het veld gestuurd na een brute ingreep op Gordon Strachan. Uruguay bleef hard spelen en Schotland kwam niet verder dan een doelpuntloos gelijkspel. Na het WK namen Graeme Sounness en Kenndy Dalglish afscheid van het team, Ferguson zou vertrekken naar Manchester United.

#### WK 1990

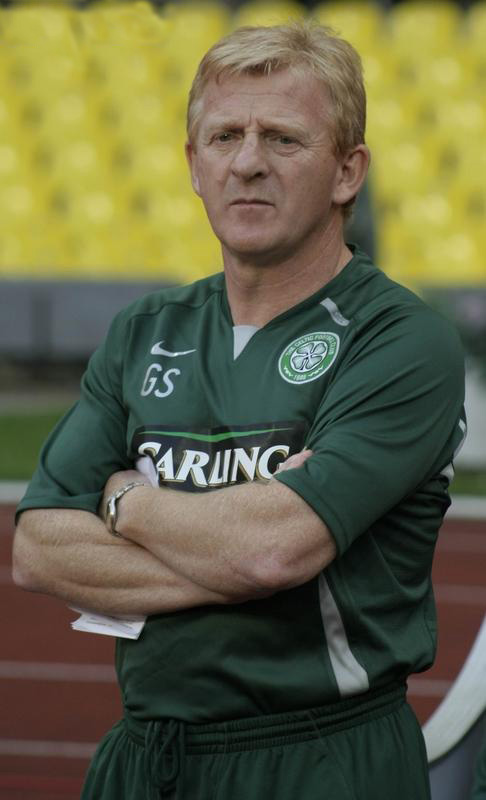
Gordon Strachan

Voor het WK in 1990 streed Schotland met Joegoslavië en Frankrijk om twee plaatsen. De start was goed met negen punten uit vijf wedstrijden en de voorsprong op Frankrijk was liefst vijf punten. Schotland verspeelde in de uitwedstrijd tegen Joegoslavië een 0-1 voorsprong en verloor met 3-1. Na een 3-0 nederlaag tegen Frankrijk had Schotland nog één punt nodig om zich te plaatsen, dat lukte in de thuiswedstrijd tegen Noorwegen. Het WK in Italië kende een valse start door een 1-0 nederlaag tegen debutant Costa Rica. Met vechtlust werd Zweden bedwongen en met een gelijkspel tegen het al geplaatste Brazilië zou de tweede ronde eindelijk gehaald kunnen worden. Dat leek te lukken in een wedstrijd zonder veel kansen, maar na mistasten van doelman Jim Leighton scoorde Brazilië vlak voor tijd het winnende doelpunt. Voor de vijfde achtereenvolgende keer was Schotland in de eerste ronde uitgeschakeld.

#### EK's 1976–1988
Merkwaardigerwijs was Schotland in dezelfde periode niet succesvol in de EK-kwalificaties. Voor het EK in 1976 begon Schotland met een thuisnederlaag tegen Spanje en kon de achterstand niet meer goed maken. Voor het EK in 1980 eindigde Schotland op de vierde plaats achter België, Oostenrijk en Portugal, er werden liefst vier nederlagen geleden. Nog slechter waren de kwalificatie-wedstrijden voor het EK in 1984, Schotland verloor alle uitwedstrijden en eindigde zelfs op de laatste plaats achter België, Zwitserland en Oost-Duitsland. Kwalificatie voor het EK in 1988 was al snel onmogelijk na een thuisnederlaag tegen Ierland (0-1) en een duidelijke 4-1 nederlaag tegen België. Schotland hielp Ierland wel aan kwalificatie door eerst België met 2-0 te verslaan en in de slotfase van de uitwedstrijd in Bulgarije met 0-1 te winnen. De cyclus eindigde in mineur na een 0-0 tegen Luxemburg en men eindigde weer op de vierde plaats.

### Twee EK's en één WK (1990–2000)

#### EK 1992

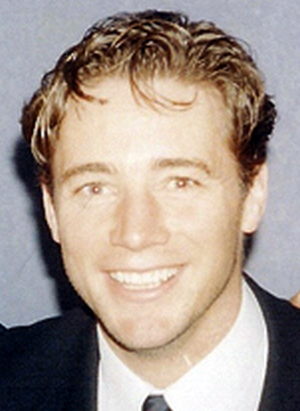
Ally McCoist

Voor het plaatsen voor het EK van 1992 waren er drie concurrenten: Roemenië, Bulgarije en Zwitserland. De eerste thuiswedstrijden tegen Roemenië en Zwitserland werden met 2-1 gewonnen, tegen Bulgarije werd twee keer gelijk gespeeld. Eerste aanval op de koppositie werd afgewend door in Zwitserland een 2-0 achterstand goed te maken: 2-2, Ally McCoist scoorde vlak voor tijd de gelijkmaker. Na een nederlaag tegen Roemenië was Schotland afhankelijk van de uitslag van de laatste wedstrijd in de groep Bulgarije–Roemenië. Roemenië moest met twee goals verschil winnen, kwam in de eerste helft op een 1-0 voorsprong en miste nog een strafschop. In de tweede helft maakte Bulgarije gelijk en plaatste Schotland zich voor het eerst voor een EK. De loting voor het EK in Zweden beloofde weinig goeds met Europees kampioen Nederland, Wereldkampioen Duitsland en het GOS de voormalige Sovjet-Unie als tegenstanders. Schotland deed het naar behoren, van Nederland werd pas in de slotfase verloren door een treffer van Dennis Bergkamp, van Duitsland werd alleen verloren, omdat de Duitsers beter omgingen met de kansen en het schakelde het GOS uit door een 3-0 zege.

#### WK 1994
Voor de eerste keer sinds 1970 plaatste Schotland zich niet voor een WK. Het land eindigde op de vierde plaats in zijn groep en won geen enkele wedstrijd van de drie concurrenten: Italië, Portugal en Zwitserland. Vooral de uitwedstrijd tegen Portugal was pijnlijk: 5-0.

#### EK 1996
Schotland plaatste zich vrij makkelijk voor het EK in Engeland. Schotland verloor alleen van Griekenland en speelde twee keer gelijk tegen Rusland en eindigde achter Rusland met ruime voorsprong op Griekenland en Finland. Schotland begon met een 0-0 gelijkspel tegen Nederland. In de "derby" tegen Engeland miste Gary McAllister een strafschop bij een 1-0 achterstand, waarna Paul Gascoigne de wedstrijd via een individuele actie besliste. Schotland speelde de laatste wedstrijd tegen Zwitserland, maar als Nederland en Engeland gelijk speelde was de strijd beslist en bij een verliezer in die wedstrijd moest Schotland vier doelpunten goed maken. Engeland vernederde de Nederlanders en stonden met 4-0 voor en omdat Schotland door een doelpunt van Ally McCoist met 1-0 voor stond was Schotland op dat moment zeker van de volgende ronde. Echter Patrick Kluivert scoorde tegen voor Nederland en omdat de Zwitserse doelman Marco Pascolo niet meer te passeren was was Schotland voor de vierde keer op doelsaldo uitgeschakeld in de groepsfase.

#### WK 1998
De merkwaardigste "wedstrijd" in de kwalificatie voor het WK in 1998 werd gespeeld op 9 oktober 1996 tegen Estland in Tallinn, de Schotten trainden een dag voor de wedstrijd en klaagden over de kwaliteit van de lichtmasten. Schotland eiste, dat de wedstrijd in de middag werd gespeeld. De FIFA stemden in met het Schotse verzoek, maar de Esten waren boos, omdat ze tv-ontvangsten zouden missen. Toen de wedstrijd moest beginnen, kwamen de Esten niet opdagen en de FIFA besliste een 0-3 overwinning voor de Schotten. De Estse voetbalbond ging in beroep en de wedstrijd moest een half jaar later worden overgespeeld. In Monaco bleef het doelpuntloos. De Schotten verloren alleen van Zweden en eindigde achter Oostenrijk op de tweede plaats. Omdat Schotten van alle nummers twee in de Europese Zone het beste scoorde, plaatste de ploeg zich rechtstreeks voor het WK. In de eerste wedstrijd tegen regerend wereldkampioen Brazilië bleef Schotland lang op de been, maar de wedstrijd werd beslist door een eigen doelpunt van Tom Boyd. Na een 1-1 gelijkspel tegen Noorwegen moest er gewonnen worden van Marokko en hopen dat Noorwegen niet zou winnen van het al geplaatste Brazilië. Tegen het technisch sterke Marokko leed Schotland een kansloze nederlaag: 3-0. Pleister op de wonde was, dat Schotland bij winst het ook niet gehaald had, want Noorwegen won van Brazilië.

#### EK 2000
Schotland kwam tekort om eerste te worden in zijn kwalificatie-groep voor het EK van 2000, twee keer werd verloren van Tsjechië. Ondanks puntverlies tegen weinig aansprekende tegenstanders als Litouwen, Estland en Faeröer werd de tweede plaats bereikt door twee zeges op Bosnië en Herzegovina. De eindronde moest bereikt worden door uitgerekend Engeland te verslaan, "the battle of Britain". In Glasgow leek de strijd beslist door een 0-2 nederlaag door twee treffers van Paul Scholes. De return werd nog spannend door een treffer van Don Hutchison, maar verder kwamen de Schotten niet.

### Steeds verder wegzakkend (2000–2020)

#### WK 2002
Voor het WK van 2002 streed Schotland met België en Kroatië om één plaats in de eindronde en een play-off-wedstrijd. Tegen Kroatië werd tweemaal gelijkgespeeld en in de thuiswedstrijd tegen België werd een 2-0 voorsprong weggegeven ondanks dat België na 24 minuten met tien man speelde. In Brussel werd met 2-0 verloren en omdat Kroatië van België won eindigde Schotland op de derde plaats. Bondscoach Craig Brown nam ontslag.

#### EK 2004

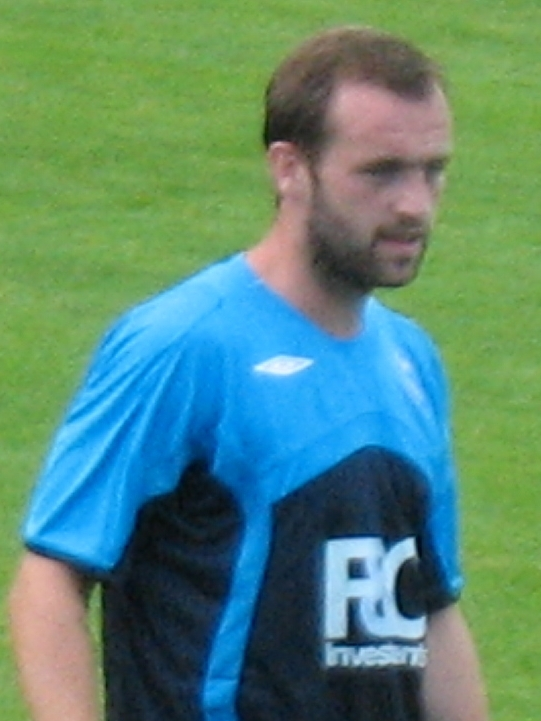
James McFadden

Opvolger werd de Duitser Berti Vogts, de cyclus voor kwalificatie van het EK van 2004 begon teleurstellend met een 2-2 gelijkspel tegen de Faeröer. De resultaten waren wisselend met twee overwinningen op de belangrijkste concurrent voor de tweede plaats IJsland en een nederlaag tegen Litouwen. Op de laatste speeldag had Schotland twee punten achterstand op IJsland, Schotland won met 1-0 van Litouwen door een doelpunt van Darren Fletcher, terwijl IJsland met 3-0 van de nummer een van de groep Duitsland verloor. Schotland werd tweede en moest play-off-wedstrijden spelen tegen Nederland. De eerste wedstrijd werd met 1-0 gewonnen door een doelpunt van James McFadden, maar in de return in Amsterdam was Schotland kansloos: 6-0.

#### WK 2006
Voor het kwalificeren van het WK in 2006 moest al snel een inhaalrace plaatsvinden, na vier wedstrijden haalde de ploeg maar twee punten. In de volgende wedstrijden werd gelijk gespeeld tegen koploper Italië en gewonnen in de uitwedstrijd tegen de belangrijkste concurrent voor de tweede plaats Noorwegen. Na een thuisnederlaag tegen Wit-Rusland waren de kansen op succes verkeken.

#### EK 2008
Schotland was voor kwalificatie voor het EK van 2008 ingedeeld met de twee finalisten van het laatste WK: Italië en Frankrijk. Schotland begon de kwalificatie sterk met als beste resultaat een 1-0 overwinning op Frankrijk door een doelpunt van Gary Caldwell. Schotland bleef in de race ondanks nederlagen tegen Oekraïne en Italië (beiden 2-0). De koppositie werd ingenomen een nieuwe overwinning op Frankrijk (0-1, doelpunt McFadden) en een 3-1 zege op Oekraïne. Met nog twee wedstrijden te spelen had Schotland één punt voorsprong op Italië en twee op Frankrijk. Tegen Georgië werd echter met 2-0 verloren en nu moest van Italië worden gewonnen om de eindronde te halen. Na twee minuten kwam Schotland op achterstand door een doelpunt van Luca Toni, er was hoop na de gelijkmaker van aanvoerder Barry Ferguson, maar in de blessure-tijd vonniste Christian Panucci het definitieve lot van de Schotten: 1-2. Schotland eindigde op de derde plaats met vijf punten achterstand op Italië en twee op Frankrijk.

#### WK 2010
Directe kwalificatie voor het WK van 2010 was snel onhaalbaar voor de Schotten, Nederland won alle wedstrijden en er werd drie keer verloren: van Macedonië (1-0), Nederland (4-1) en Noorwegen (4-0). Er moest in de laatste wedstrijd gewonnen worden van Nederland om zich te plaatsen voor de play-offs. In de 82e minuut werd uiteindelijk met 0-1 verloren door een doelpunt van Eljero Elia en de kansen waren verkeken.

#### EK 2012
Schotland streed met Tsjechië om de tweede plaats in de groep achter het ongenaakbare Spanje. Cruciaal was de thuiswedstrijd tegen Tsjechië, waar in de extra tijd de winst werd weggeven door een betwistbare strafschop. Op de laatste speeldag had Schotland nog één punt voorsprong op de Tsjechen, maar na een nederlaag tegen Spanje (3-1) en een zege van Tsjechië op Litouwen zakte Schotland weg naar de derde plaats.

#### WK 2014
Het kwalificatie-toernooi voor het WK van 2014 werd al snel een kansloze zaak, na zes wedstrijden had Schotland maar twee punten en de achterstand op België en Kroatië was onoverbrugbaar. Craig Levein was na vier wedstrijden al ontslagen en opgevolgd door oud-speler Gordon Strachan. Schotland won twee keer van Kroatië en eindigde op de vierde plaats.

#### EK 2016
Kwalificatie voor het EK van 2016 begon hoopvol met gelijke spelen in de uitwedstrijden tegen Polen en Ierland, de thuiswedstrijd tegen Ierland werd met 1-0 gewonnen. Nederlagen tegen Georgië (1-0) en Duitsland (1-2) zorgden voor een ommekeer en nadat in blessure-tijd een 2-1 voorsprong in de thuiswedstrijd tegen Polen werd weggegeven eindigden de Schotten op de vierde plaats met drie punten achterstand op nummer drie Ierland.

#### WK 2018

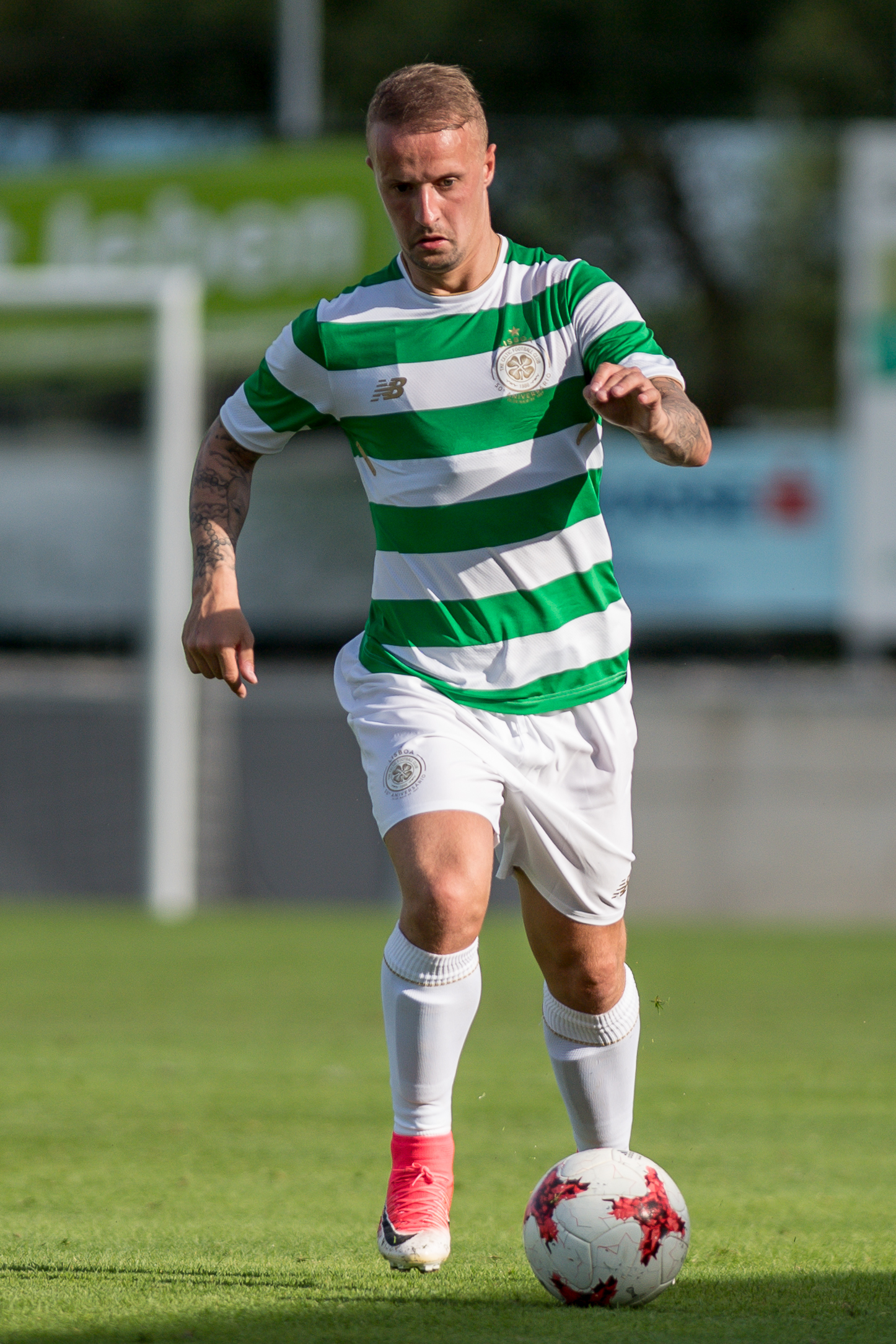
Leigh Griffiths

Duidelijke nederlagen tegen Slowakije (3-0) en Engeland (3-0) zorgde voor een moeizaam begin voor kwalificatie voor het WK van 2018. De inhaalrace begon met een 1-0 zege op Slovenië. Heel Schotland stond op zijn kop toen Schotland een 2-1 voorsprong nam tegen aartsrivaal Engeland dankzij twee vrije trappen van Leigh Griffiths, maar in blessure-tijd maakte Engeland gelijk door een doelpunt van Harry Kane. Overwinningen op Malta en Litouwen brachten Schotland terug in de race voor de tweede plaats achter Engeland, de achterstand op Slowakije was nog maar één punt met nog twee wedstrijden te spelen. Het onderlinge duel leverde een 1-0-overwinning op door een eigen doelpunt vlak voor tijd. Drie dagen later moest gewonnen worden van Slovenië om de play-off-wedstrijden zeker te stellen, maar in de tweede helft werd een 0-1 voorsprong weggegeven door twee Sloveense doelpunten. In de 87e minuut scoorde Robert Snodgrass de gelijkmaker, maar verder kwam de ploeg niet en eindigde achter Slowakije door een minder doelsaldo. Na de wedstrijd nam Gordon Strachan ontslag.

### Terugkeer op een groot toernooi (2020–heden)

#### EK 2020
Schotland werd in de kwalificatie voor het EK 2020 ingedeeld in een groep met de wereldranglijstaanvoerder België en verder Rusland, Cyprus, Kazachstan en San Marino. Op voorhand leek een derde plaats, die recht gaf op play-offs, achter de hoger ingeschatte Belgen en Russen haalbaar. Schotland verloor echter direct de eerste wedstrijd met grote cijfers (3-0) van Kazachstan, directe concurrent voor plaats drie. Daarna volgden kleine overwinningen op San Marino (0-2) en Cyprus (2-1), maar ook weer nederlagen tegen België (3-0 in Brussel en 0-4 thuis) en Rusland (1-2 thuis en 4-0 in Moskou), waardoor België en Rusland vrij snel zeker waren van het EK. Er bleven nu enkel wedstrijden over waarin de Schotten moesten winnen om zicht te blijven houden op plek drie. Eerst werd er vrij eenvoudig gewonnen van San Marino (6-0), waarna Cyprus met 1-2 verslagen werd. Op de laatste speeldag konden nog drie landen derde worden: Schotland en Kazachstan vochten een onderling duel uit, maar ook Cyprus kon nog derde worden bij een gelijkspel bij Schotland-Kazachstan, mocht er gewonnen worden bij België. Cyprus verloor met 6-1 en de Schotten versloegen Kazachstan ondanks een 0-1 achterstand bij rust met 3-1 en werden zo derde in de poule. In de play-offs voor plaatsing voor het EK versloeg Schotland Israël na strafschoppen. In de finale play-off tegen Servië op 12 november 2020 in Belgrado kwamen de Schotten op voorsprong via Ryan Christie, maar maakte Servië via Luka Jović in de laatste minuut gelijk. In de verlenging werd niet gescoord en kwam het op strafschoppen aan. Keeper David Marshall groeide hierin uit tot nationale held van Schotland. De op dat moment 35-jarige keeper van Derby County keerde namelijk de laatste en beslissende strafschop van Aleksandar Mitrović. Hierdoor plaatste Schotland zich ten koste van Servië voor het eerst in 23 jaar weer voor een groot eindtoernooi.
Door de coronacrisis werd het eindtoernooi verplaatst van 2020 naar 2021. In het najaar van 2021 eindigde Schotland in divisie B van de UEFA Nations League als tweede in een groep met Tsjechië, Israël en Slowakije. Schotland speelde voorafgaand aan het EK nog gelijk tegen Nederland (2–2). De eerste wedstrijd in de groepsfase werd verloren van Tsjechië. In de tweede wedstrijd werd de derby tegen Engeland met 0–0 gelijkgespeeld. In de laatste wedstrijd moest er gewonnen worden om naar de achtste finales te kunnen. Het verloor echter van Kroatië met 3–1, waardoor Schotland wederom in de eerste ronde van een EK werd uitgeschakeld.

#### WK 2022
Schotland werd in de kwalificatie voor het WK 2022 in Qatar ingedeeld in een groep met Denemarken, Israël, Oostenrijk, de Faeröer en Moldavië. Schotland speelde gelijk in de eerste twee wedstrijden, tegen Oostenrijk (2–2) en Israël (1–1), en verloor enkel het uitduel met Denemarken (2–0). Daardoor eindigde het als tweede in de groep, met vier punten achterstand op Denemarken. Het nam daardoor aan de play-offronde. Schotland verloor met 1–3 van Oekraïne en dus bleef een eerste deelname aan de WK-eindronde sinds 1998 uit.

#### EK 2024
Schotland eindigde in 2022 in divisie B van de UEFA Nations League als groepswinnaar in een groep met Oekraïne, Ierland en Armenië, waarmee het promoveerde naar divisie A. Schotland werd voor de kwalificatie voor het EK 2024 in Duitsland ingedeeld in een groep met Spanje, Noorwegen, Georgië en Cyprus. Schotland won zijn eerste vijf wedstrijden, waaronder met 2–0 van Spanje en mede dankzij zes doelpunten van Scott McTominay. In de laatste drie wedstrijden van de kwalificatiereeks verloor Schotland van Spanje en speelde het gelijk tegen Georgië en Noorwegen, maar het plaatste zich als tweede in de groep wederom voor de eindronde van het EK. Schotland werd ingedeeld in groep A met gastland Duitsland, Hongarije en Zwitserland. Schotland leed in de openingswedstrijd van het toernooi zijn grootste nederlaag op het EK; het werd 5–1, nadat Schotland bij de rust een 3–0 achterstand en door een rode kaart voor Ryan Porteous een man minder had. Vervolgens werd er met 1–1 gelijkgespeeld tegen Hongarije. In de laatste wedstrijd van de groepsfase incasseerde Schotland het laatste doelpunt in de reguliere speeltijd in de EK-geschiedenis, waardoor het met 0–1 verloor van Hongarije, als laatste eindigde in de groep en dus wederom werd uitgeschakeld in de groepsfase.

## Deelnames aan internationale toernooien

### Wereldkampioenschap
| Wereldkampioenschap voetbal | Wereldkampioenschap voetbal | Wereldkampioenschap voetbal | Wereldkampioenschap voetbal | Wereldkampioenschap voetbal | Wereldkampioenschap voetbal | Wereldkampioenschap voetbal | Wereldkampioenschap voetbal | Wereldkampioenschap voetbal | Wereldkampioenschap voetbal |
| Jaar                        | Ronde                       | Wed.                        | W                           | G                           | V                           | DV                          | DT                          | Kwal                        |                             |
| --------------------------- | --------------------------- | --------------------------- | --------------------------- | --------------------------- | --------------------------- | --------------------------- | --------------------------- | --------------------------- | --------------------------- |
| 1930–1938                   | Geen FIFA-lid               | Geen FIFA-lid               | Geen FIFA-lid               | Geen FIFA-lid               | Geen FIFA-lid               | Geen FIFA-lid               | Geen FIFA-lid               | Geen FIFA-lid               |                             |
| 1950                        | Teruggetrokken              | Teruggetrokken              | Teruggetrokken              | Teruggetrokken              | Teruggetrokken              | Teruggetrokken              | Teruggetrokken              | Teruggetrokken              |                             |
| 1954                        | Groepsfase                  | 2                           | 0                           | 0                           | 2                           | 0                           | 8                           | (Kwal.)                     |                             |
| 1958                        | Groepsfase                  | 3                           | 0                           | 1                           | 2                           | 4                           | 6                           | (Kwal.)                     |                             |
| 1962                        | Niet gekwalificeerd         | Niet gekwalificeerd         | Niet gekwalificeerd         | Niet gekwalificeerd         | Niet gekwalificeerd         | Niet gekwalificeerd         | Niet gekwalificeerd         | Niet gekwalificeerd         |                             |
| 1966                        | Niet gekwalificeerd         | Niet gekwalificeerd         | Niet gekwalificeerd         | Niet gekwalificeerd         | Niet gekwalificeerd         | Niet gekwalificeerd         | Niet gekwalificeerd         | Niet gekwalificeerd         |                             |
| 1970                        | Niet gekwalificeerd         | Niet gekwalificeerd         | Niet gekwalificeerd         | Niet gekwalificeerd         | Niet gekwalificeerd         | Niet gekwalificeerd         | Niet gekwalificeerd         | Niet gekwalificeerd         |                             |
| 1974                        | Groepsfase                  | 3                           | 1                           | 2                           | 0                           | 3                           | 1                           | (Kwal.)                     |                             |
| 1978                        | Groepsfase                  | 3                           | 1                           | 1                           | 1                           | 5                           | 6                           | (Kwal.)                     |                             |
| 1982                        | Groepsfase                  | 3                           | 1                           | 1                           | 1                           | 8                           | 8                           | (Kwal.)                     |                             |
| 1986                        | Groepsfase                  | 3                           | 0                           | 1                           | 2                           | 1                           | 3                           | (Kwal.)                     |                             |
| 1990                        | Groepsfase                  | 3                           | 1                           | 0                           | 2                           | 2                           | 3                           | (Kwal.)                     |                             |
| 1994                        | Niet gekwalificeerd         | Niet gekwalificeerd         | Niet gekwalificeerd         | Niet gekwalificeerd         | Niet gekwalificeerd         | Niet gekwalificeerd         | Niet gekwalificeerd         | Niet gekwalificeerd         |                             |
| 1998                        | Groepsfase                  | 3                           | 0                           | 1                           | 2                           | 2                           | 6                           | (Kwal.)                     |                             |
| 2002                        | Niet gekwalificeerd         | Niet gekwalificeerd         | Niet gekwalificeerd         | Niet gekwalificeerd         | Niet gekwalificeerd         | Niet gekwalificeerd         | Niet gekwalificeerd         | Niet gekwalificeerd         |                             |
| 2006                        | Niet gekwalificeerd         | Niet gekwalificeerd         | Niet gekwalificeerd         | Niet gekwalificeerd         | Niet gekwalificeerd         | Niet gekwalificeerd         | Niet gekwalificeerd         | Niet gekwalificeerd         |                             |
| 2010                        | Niet gekwalificeerd         | Niet gekwalificeerd         | Niet gekwalificeerd         | Niet gekwalificeerd         | Niet gekwalificeerd         | Niet gekwalificeerd         | Niet gekwalificeerd         | Niet gekwalificeerd         |                             |
| 2014                        | Niet gekwalificeerd         | Niet gekwalificeerd         | Niet gekwalificeerd         | Niet gekwalificeerd         | Niet gekwalificeerd         | Niet gekwalificeerd         | Niet gekwalificeerd         | Niet gekwalificeerd         |                             |
| 2018                        | Niet gekwalificeerd         | Niet gekwalificeerd         | Niet gekwalificeerd         | Niet gekwalificeerd         | Niet gekwalificeerd         | Niet gekwalificeerd         | Niet gekwalificeerd         | Niet gekwalificeerd         |                             |
| 2022                        | Niet gekwalificeerd         | Niet gekwalificeerd         | Niet gekwalificeerd         | Niet gekwalificeerd         | Niet gekwalificeerd         | Niet gekwalificeerd         | Niet gekwalificeerd         | Niet gekwalificeerd         |                             |

### Europees kampioenschap
| Europees kampioenschap voetbal | Europees kampioenschap voetbal | Europees kampioenschap voetbal | Europees kampioenschap voetbal | Europees kampioenschap voetbal | Europees kampioenschap voetbal | Europees kampioenschap voetbal | Europees kampioenschap voetbal | Europees kampioenschap voetbal | Europees kampioenschap voetbal |
| Jaar                           | Ronde                          | Wed.                           | W                              | G                              | V                              | DV                             | DT                             | Kwal                           |                                |
| ------------------------------ | ------------------------------ | ------------------------------ | ------------------------------ | ------------------------------ | ------------------------------ | ------------------------------ | ------------------------------ | ------------------------------ | ------------------------------ |
| 1960–1964                      | Geen deelname                  | Geen deelname                  | Geen deelname                  | Geen deelname                  | Geen deelname                  | Geen deelname                  | Geen deelname                  | Geen deelname                  |                                |
| 1968                           | Niet gekwalificeerd            | Niet gekwalificeerd            | Niet gekwalificeerd            | Niet gekwalificeerd            | Niet gekwalificeerd            | Niet gekwalificeerd            | Niet gekwalificeerd            | Niet gekwalificeerd            |                                |
| 1972                           | Niet gekwalificeerd            | Niet gekwalificeerd            | Niet gekwalificeerd            | Niet gekwalificeerd            | Niet gekwalificeerd            | Niet gekwalificeerd            | Niet gekwalificeerd            | Niet gekwalificeerd            |                                |
| 1976                           | Niet gekwalificeerd            | Niet gekwalificeerd            | Niet gekwalificeerd            | Niet gekwalificeerd            | Niet gekwalificeerd            | Niet gekwalificeerd            | Niet gekwalificeerd            | Niet gekwalificeerd            |                                |
| 1980                           | Niet gekwalificeerd            | Niet gekwalificeerd            | Niet gekwalificeerd            | Niet gekwalificeerd            | Niet gekwalificeerd            | Niet gekwalificeerd            | Niet gekwalificeerd            | Niet gekwalificeerd            |                                |
| 1984                           | Niet gekwalificeerd            | Niet gekwalificeerd            | Niet gekwalificeerd            | Niet gekwalificeerd            | Niet gekwalificeerd            | Niet gekwalificeerd            | Niet gekwalificeerd            | Niet gekwalificeerd            |                                |
| 1988                           | Niet gekwalificeerd            | Niet gekwalificeerd            | Niet gekwalificeerd            | Niet gekwalificeerd            | Niet gekwalificeerd            | Niet gekwalificeerd            | Niet gekwalificeerd            | Niet gekwalificeerd            |                                |
| 1992                           | Groepsfase                     | 3                              | 1                              | 0                              | 2                              | 3                              | 3                              | (Kwal.)                        |                                |
| 1996                           | Groepsfase                     | 3                              | 1                              | 1                              | 1                              | 1                              | 2                              | (Kwal.)                        |                                |
| 2000                           | Niet gekwalificeerd            | Niet gekwalificeerd            | Niet gekwalificeerd            | Niet gekwalificeerd            | Niet gekwalificeerd            | Niet gekwalificeerd            | Niet gekwalificeerd            | Niet gekwalificeerd            |                                |
| 2004                           | Niet gekwalificeerd            | Niet gekwalificeerd            | Niet gekwalificeerd            | Niet gekwalificeerd            | Niet gekwalificeerd            | Niet gekwalificeerd            | Niet gekwalificeerd            | Niet gekwalificeerd            |                                |
| 2008                           | Niet gekwalificeerd            | Niet gekwalificeerd            | Niet gekwalificeerd            | Niet gekwalificeerd            | Niet gekwalificeerd            | Niet gekwalificeerd            | Niet gekwalificeerd            | Niet gekwalificeerd            |                                |
| 2012                           | Niet gekwalificeerd            | Niet gekwalificeerd            | Niet gekwalificeerd            | Niet gekwalificeerd            | Niet gekwalificeerd            | Niet gekwalificeerd            | Niet gekwalificeerd            | Niet gekwalificeerd            |                                |
| 2016                           | Niet gekwalificeerd            | Niet gekwalificeerd            | Niet gekwalificeerd            | Niet gekwalificeerd            | Niet gekwalificeerd            | Niet gekwalificeerd            | Niet gekwalificeerd            | Niet gekwalificeerd            |                                |
| 2020                           | Groepsfase                     | 3                              | 0                              | 1                              | 2                              | 1                              | 5                              | (Kwal.)                        |                                |
| 2024                           | Groepsfase                     | 3                              | 0                              | 1                              | 2                              | 2                              | 7                              | (Kwal.)                        |                                |

### UEFA Nations League
| 2018–19 | C | 25e | 4 | 3 | 0 | 1 | 10 | 4 | Gestegen |
| 2020–21 | B | 23e | 6 | 3 | 2 | 1 | 5  | 4 | Stabiel  |
| 2022–23 | B | 20e | 6 | 4 | 1 | 1 | 11 | 5 | Gestegen |

## Bondscoaches
- Bijgewerkt tot en met de wedstrijd tegen  Hongarije (0-1) op 23 juni 2024.

| Naam              | Van               | Tot               | Duels | W   | G  | V  |
| ----------------- | ----------------- | ----------------- | ----- | --- | -- | -- |
| Selectiecommissie | 30 november 1872  | 4 november 1953   | 229   | 137 | 41 | 51 |
| Andy Beattie      | 3 april 1954      | 19 juni 1954      | 6     | 2   | 1  | 3  |
| Selectiecommissie | 16 oktober 1954   | 13 november 1957  | 23    | 10  | 7  | 6  |
| Dawson Walker     | 19 april 1958     | 15 juni 1958      | 6     | 1   | 2  | 3  |
| Matt Busby        | 18 oktober 1958   | 5 november 1958   | 2     | 1   | 1  | 0  |
| Andy Beattie      | 11 april 1959     | 22 oktober 1960   | 12    | 3   | 3  | 6  |
| Ian McColl        | 9 november 1960   | 8 mei 1965        | 28    | 17  | 3  | 8  |
| Jock Stein        | 23 mei 1965       | 7 december 1965   | 7     | 3   | 1  | 3  |
| John Prentice     | 2 april 1966      | 25 juni 1966      | 4     | 0   | 1  | 3  |
| Bobby Brown       | 15 april 1967     | 14 juni 1971      | 28    | 17  | 3  | 8  |
| Tommy Docherty    | 13 oktober 1971   | 15 november 1972  | 12    | 7   | 2  | 3  |
| Willie Ormond     | 14 februari 1973  | 27 april 1977     | 38    | 18  | 8  | 12 |
| Alistair MacLeod  | 28 mei 1977       | 20 september 1978 | 17    | 7   | 5  | 5  |
| Jock Stein        | 25 oktober 1978   | 10 september 1985 | 61    | 26  | 12 | 23 |
| Alex Ferguson     | 16 oktober 1985   | 13 juni 1986      | 10    | 3   | 4  | 3  |
| Andy Roxburgh     | 10 september 1986 | 13 oktober 1993   | 61    | 23  | 19 | 19 |
| Craig Brown       | 17 november 1993  | 6 oktober 2001    | 71    | 32  | 18 | 21 |
| Berti Vogts       | 27 maart 2002     | 13 oktober 2004   | 31    | 8   | 7  | 16 |
| Tommy Burns       | 17 november 2004  | 17 november 2004  | 1     | 0   | 0  | 1  |
| Walter Smith      | 26 maart 2005     | 11 oktober 2006   | 16    | 7   | 5  | 4  |
| Alex McLeish      | 24 maart 2007     | 17 november 2007  | 10    | 7   | 0  | 3  |
| George Burley     | 26 maart 2008     | 14 november 2009  | 14    | 3   | 3  | 8  |
| Craig Levein      | 3 maart 2010      | 16 oktober 2012   | 24    | 10  | 5  | 9  |
| Billy Stark       | 14 november 2012  | 14 november 2012  | 1     | 1   | 0  | 0  |
| Gordon Strachan   | 15 januari 2013   | 12 oktober 2017   | 40    | 19  | 9  | 12 |
| Malky Mackay      | 13 oktober 2017   | 16 februari 2018  | 1     | 0   | 0  | 1  |
| Alex McLeish      | 16 februari 2018  | 18 april 2019     | 12    | 5   | 0  | 7  |
| Steve Clarke      | 20 mei 2019       | Heden             | 58    | 27  | 12 | 19 |

## Huidige selectie
De volgende spelers behoren tot de selectie voor het EK 2024.
Interlands en doelpunten bijgewerkt tot en met de wedstrijd tegen  Hongarije op 23 juni 2024.
| №           | Naam               | Wed. | Dlpnt. | Club                   |
| ----------- | ------------------ | ---- | ------ | ---------------------- |
| Doel        |                    |      |        |                        |
| 1           | Angus Gunn         | 13   | 0      | Norwich City           |
| 21          | Zander Clark       | 4    | 0      | Heart of Midlothian    |
| 12          | Liam Kelly         | 1    | 0      | Motherwell             |
| Verdediging |                    |      |        |                        |
| 3           | Andrew Robertson   | 74   | 3      | Liverpool              |
| 5           | Grant Hanley       | 53   | 2      | Norwich City           |
| 6           | Kieran Tierney     | 47   | 1      | Real Sociedad          |
| 26          | Scott McKenna      | 38   | 1      | FC Kopenhagen          |
| 13          | Jack Hendry        | 34   | 3      | Al-Ettifaq             |
| 16          | Liam Cooper        | 19   | 0      | Leeds United           |
| 24          | Greg Taylor        | 14   | 0      | Celtic                 |
| 15          | Ryan Porteous      | 12   | 1      | Watford                |
| 2           | Anthony Ralston    | 12   | 1      | Celtic                 |
| 22          | Ross McCrorie      | 1    | 0      | Bristol City           |
| Middenveld  |                    |      |        |                        |
| 7           | John McGinn        | 69   | 18     | Aston Villa            |
| 8           | Callum McGregor    | 63   | 3      | Celtic                 |
| 17          | Stuart Armstrong   | 51   | 5      | Southampton            |
| 4           | Scott McTominay    | 52   | 9      | Manchester United      |
| 11          | Ryan Christie      | 52   | 6      | Bournemouth            |
| 23          | Kenny McLean       | 42   | 2      | Norwich City           |
| 14          | Billy Gilmour      | 30   | 1      | Brighton & Hove Albion |
| 20          | Ryan Jack          | 20   | 0      | Rangers                |
| Aanval      |                    |      |        |                        |
| 25          | James Forrest      | 39   | 5      | Celtic                 |
| 10          | Ché Adams          | 33   | 6      | Southampton            |
| 9           | Lawrence Shankland | 14   | 3      | Heart of Midlothian    |
| 18          | Lewis Morgan       | 4    | 0      | New York Red Bulls     |
| 19          | Tommy Conway       | 1    | 0      | Bristol City           |

## FIFA-wereldranglijst[5]
| 1993 | 1994 | 1995 | 1996 | 1997 | 1998 | 1999 | 2000 | 2001 | 2002 | 2003 | 2004 | 2005 | 2006 | 2007 | 2008 | 2009 | 2010 | 2011 | 2012 | 2013 | 2014 | 2015 | 2016 | 2017 | 2018 | 2019 | 2020 | 2021 | 2022 | 2023 | 2024 |
| ---- | ---- | ---- | ---- | ---- | ---- | ---- | ---- | ---- | ---- | ---- | ---- | ---- | ---- | ---- | ---- | ---- | ---- | ---- | ---- | ---- | ---- | ---- | ---- | ---- | ---- | ---- | ---- | ---- | ---- | ---- | ---- |
| 24   | 32   | 26   | 29   | 37   | 38   | 20   | 25   | 50   | 59   | 54   | 86   | 60   | 25   | 14   | 33   | 46   | 52   | 47   | 72   | 34   | 36   | 52   | 67   | 32   | 38   | 50   | 48   | 38   | 42   | 36   | 45   |

## Selecties

### Wereldkampioenschap
| Doel        |                   |  |  |                    |
| 1           | Fred Martin       |  |  | Aberdeen           |
| 14          | John Anderson     |  |  | Leicester City     |
| Verdediging |                   |  |  |                    |
| 2           | Willie Cunningham |  |  | Preston North End  |
| 3           | John Aird         |  |  | Burnley            |
| 7           | Doug Cowie        |  |  | Dundee             |
| 6           | James Davidson    |  |  | Partick Thistle    |
| 18          | Alec Wilson       |  |  | Portsmouth         |
| 19          | Ian Binning       |  |  | Queen of the South |
| Middenveld  |                   |  |  |                    |
| 4           | Bobby Evans       |  |  | Celtic             |
| 5           | Tommy Docherty    |  |  | Preston North End  |
| 17          | David Mathers     |  |  | Partick Thistle    |
| 20          | Bobby Combe       |  |  | Hibernian          |
| Aanval      |                   |  |  |                    |
| 8           | John McKenzie     |  |  | Partick Thistle    |
| 9           | George Hamilton   |  |  | Aberdeen           |
| 10          | Allan Brown       |  |  | Blackpool          |
| 11          | Neil Mochan       |  |  | Celtic             |
| 12          | Willie Fernie     |  |  | Celtic             |
| 13          | Willie Ormond     |  |  | Hibernian          |
| 15          | Bobby Johnstone   |  |  | Hibernian          |
| 16          | Jackie Henderson  |  |  | Portsmouth         |
| 21          | Ernest Copland    |  |  | Raith Rovers       |
| 22          | Ian McMillan      |  |  | Airdrieonians      |

| Doel        |                  |  |  |                     |
| 1           | Tommy Younger    |  |  | Liverpool           |
| 2           | Billy Brown      |  |  | Dundee              |
| Verdediging |                  |  |  |                     |
| 3           | Alex Parker      |  |  | Everton             |
| 4           | Eric Caldow      |  |  | Rangers             |
| 5           | John Hewie       |  |  | Charlton Athletic   |
| 6           | Harry Haddock    |  |  | Clyde               |
| 12          | Doug Cowie       |  |  | Dundee              |
| Middenveld  |                  |  |  |                     |
| 7           | Ian McColl       |  |  | Rangers             |
| 8           | Eddie Turnbull   |  |  | Hibernian           |
| 9           | Bobby Evans      |  |  | Celtic              |
| 10          | Tommy Docherty   |  |  | Preston North End   |
| 11          | Dave MacKay      |  |  | Heart of Midlothian |
| 13          | Samuel Baird     |  |  | Rangers             |
| 17          | Jackie Mudie     |  |  | Blackpool           |
| 19          | Bobby Collins    |  |  | Celtic              |
| 20          | Archie Robertson |  |  | Clyde               |
| Aanval      |                  |  |  |                     |
| 14          | Graham Leggat    |  |  | Aberdeen            |
| 15          | Alex Scott       |  |  | Rangers             |
| 16          | Jimmy Murray     |  |  | Heart of Midlothian |
| 18          | John Coyle       |  |  | Clyde               |
| 21          | Stuart Imlach    |  |  | Nottingham Forest   |
| 22          | Willie Fernie    |  |  | Celtic              |

| Doel        |                  |  |  |                     |
| 1           | David Harvey     |  |  | Leeds United        |
| 12          | Thomson Allan    |  |  | Dundee              |
| 13          | Jim Stewart      |  |  | Kilmarnock          |
| Verdediging |                  |  |  |                     |
| 2           | Sandy Jardine    |  |  | Rangers             |
| 3           | Danny McGrain    |  |  | Celtic              |
| 5           | Jim Holton       |  |  | Manchester United   |
| 6           | John Blackley    |  |  | Hibernian           |
| 14          | Martin Buchan    |  |  | Manchester United   |
| 16          | Willie Donachie  |  |  | Manchester City     |
| 21          | Gordon McQueen   |  |  | Leeds United        |
| 22          | Eric Schaedler   |  |  | Hibernian           |
| Middenveld  |                  |  |  |                     |
| 4           | Billy Bremner    |  |  | Leeds United        |
| 7           | Jimmy Johnstone  |  |  | Celtic              |
| 10          | David Hay        |  |  | Celtic              |
| 15          | Peter Cormack    |  |  | Liverpool           |
| 17          | Donald Ford      |  |  | Heart of Midlothian |
| 18          | Tommy Hutchinson |  |  | Coventry City       |
| Aanval      |                  |  |  |                     |
| 8           | Kenny Dalglish   |  |  | Celtic              |
| 9           | Joe Jordan       |  |  | Leeds United        |
| 11          | Peter Lorimer    |  |  | Leeds United        |
| 19          | Denis Law        |  |  | Manchester City     |
| 20          | Willie Morgan    |  |  | Manchester United   |

| Doel        |                 |  |  |                      |
| 1           | Alan Rough      |  |  | Partick Thistle      |
| 12          | Jim Blyth       |  |  | Coventry City        |
| 20          | Bobby Clark     |  |  | Aberdeen             |
| Verdediging |                 |  |  |                      |
| 2           | Sandy Jardine   |  |  | Rangers              |
| 3           | Willie Donachie |  |  | Manchester City      |
| 4           | Martin Buchan   |  |  | Manchester United    |
| 5           | Gordon McQueen  |  |  | Manchester United    |
| 13          | Stuart Kennedy  |  |  | Aberdeen             |
| 14          | Tom Forsyth     |  |  | Rangers              |
| 22          | Kenny Burns     |  |  | Nottingham Forest    |
| Middenveld  |                 |  |  |                      |
| 6           | Bruce Rioch     |  |  | Derby County         |
| 7           | Don Masson      |  |  | Derby County         |
| 10          | Asa Hartford    |  |  | Manchester City      |
| 15          | Archie Gemmill  |  |  | Nottingham Forest    |
| 16          | Lou Macari      |  |  | Manchester United    |
| 18          | Graeme Souness  |  |  | Liverpool            |
| 19          | John Robertson  |  |  | Nottingham Forest    |
| 21          | Joe Harper      |  |  | Aberdeen             |
| Aanval      |                 |  |  |                      |
| 8           | Kenny Dalglish  |  |  | Liverpool            |
| 9           | Joe Jordan      |  |  | Manchester United    |
| 11          | Willie Johnston |  |  | West Bromwich Albion |
| 17          | Derek Johnstone |  |  | Rangers              |

| Doel        |                 |  |  |                   |
| 1           | Alan Rough      |  |  | Partick Thistle   |
| 12          | George Wood     |  |  | Arsenal           |
| 22          | Jim Leighton    |  |  | Aberdeen          |
| Verdediging |                 |  |  |                   |
| 2           | Danny McGrain   |  |  | Celtic            |
| 3           | Frank Gray      |  |  | Leeds United      |
| 5           | Alan Hansen     |  |  | Liverpool         |
| 6           | Willie Miller   |  |  | Aberdeen          |
| 13          | Alex McLeish    |  |  | Aberdeen          |
| 14          | Dave Narey      |  |  | Dundee United     |
| 17          | Allan Evans     |  |  | Aston Villa       |
| 21          | George Burley   |  |  | Ipswich Town      |
| Middenveld  |                 |  |  |                   |
| 4           | Graeme Souness  |  |  | Liverpool         |
| 7           | Gordon Strachan |  |  | Aberdeen          |
| 10          | John Wark       |  |  | Ipswich Town      |
| 11          | John Robertson  |  |  | Nottingham Forest |
| 16          | Asa Hartford    |  |  | Manchester City   |
| 20          | Davie Provan    |  |  | Celtic            |
| Aanval      |                 |  |  |                   |
| 8           | Kenny Dalglish  |  |  | Liverpool         |
| 9           | Alan Brazil     |  |  | Ipswich Town      |
| 15          | Joe Jordan      |  |  | AC Milan          |
| 18          | Steve Archibald |  |  | Tottenham Hotspur |
| 19          | Paul Sturrock   |  |  | Dundee United     |

| Doel        |                  |  |  |                   |
| 1           | Jim Leighton     |  |  | Aberdeen          |
| 12          | Andy Goram       |  |  | Oldham Athletic   |
| 22          | Alan Rough       |  |  | Hibernian         |
| Verdediging |                  |  |  |                   |
| 2           | Richard Gough    |  |  | Dundee United     |
| 3           | Maurice Malpas   |  |  | Dundee United     |
| 5           | Alex McLeish     |  |  | Aberdeen          |
| 6           | Willie Miller    |  |  | Aberdeen          |
| 13          | Steve Nicol      |  |  | Liverpool         |
| 14          | Dave Narey       |  |  | Dundee United     |
| 15          | Arthur Albiston  |  |  | Manchester United |
| Middenveld  |                  |  |  |                   |
| 4           | Graeme Souness   |  |  | Sampdoria         |
| 7           | Gordon Strachan  |  |  | Manchester United |
| 8           | Roy Aitken       |  |  | Celtic            |
| 9           | Eamon Bannon     |  |  | Dundee United     |
| 10          | Jim Bett         |  |  | Aberdeen          |
| 11          | Paul McStay      |  |  | Celtic            |
| 16          | Frank McAvennie  |  |  | West Ham United   |
| 21          | Davie Cooper     |  |  | Rangers           |
| Aanval      |                  |  |  |                   |
| 17          | Steve Archibald  |  |  | Barcelona         |
| 18          | Graeme Sharp     |  |  | Everton           |
| 19          | Charlie Nicholas |  |  | Arsenal           |
| 20          | Paul Sturrock    |  |  | Dundee United     |

| Doel        |                  |  |  |                     |
| 1           | Jim Leighton     |  |  | Aberdeen            |
| 12          | Neil Sullivan    |  |  | Wimbledon           |
| 21          | Jonathan Gould   |  |  | Celtic              |
| Verdediging |                  |  |  |                     |
| 2           | Jackie McNamara  |  |  | Celtic              |
| 3           | Tommy Boyd       |  |  | Celtic              |
| 4           | Colin Calderwood |  |  | Tottenham Hotspur   |
| 5           | Colin Hendry     |  |  | Blackburn Rovers    |
| 6           | Tosh McKinlay    |  |  | Stoke City          |
| 16          | David Weir       |  |  | Heart of Midlothian |
| 18          | Matt Elliott     |  |  | Leicester City      |
| 19          | Derek Whyte      |  |  | Aberdeen            |
| 22          | Christian Dailly |  |  | Derby County        |
| Middenveld  |                  |  |  |                     |
| 8           | Craig Burley     |  |  | Celtic              |
| 11          | John Collins     |  |  | AS Monaco           |
| 14          | Paul Lambert     |  |  | Celtic              |
| 15          | Scott Gemmill    |  |  | Nottingham Forest   |
| 17          | Billy McKinlay   |  |  | Blackburn Rovers    |
| Aanval      |                  |  |  |                     |
| 7           | Kevin Gallacher  |  |  | Blackburn Rovers    |
| 9           | Gordon Durie     |  |  | Rangers             |
| 10          | Darren Jackson   |  |  | Celtic              |
| 13          | Simon Donnelly   |  |  | Celtic              |
| 20          | Scott Booth      |  |  | FC Utrecht          |

### Europees kampioenschap
| Doel        |                  |  |  |                     |
| 1           | Andy Goram       |  |  | Rangers             |
| 12          | Henry Smith      |  |  | Heart of Midlothian |
| Verdediging |                  |  |  |                     |
| 2           | Richard Gough    |  |  | Rangers             |
| 4           | Maurice Malpas   |  |  | Dundee United       |
| 8           | Dave McPherson   |  |  | Heart of Midlothian |
| 9           | Stewart McKimmie |  |  | Aberdeen            |
| 15          | Tommy Boyd       |  |  | Celtic              |
| 17          | Derek Whyte      |  |  | Celtic              |
| 18          | Dave Bowman      |  |  | Dundee United       |
| 19          | Alan McLaren     |  |  | Heart of Midlothian |
| Middenveld  |                  |  |  |                     |
| 3           | Paul McStay      |  |  | Celtic              |
| 10          | Stuart McCall    |  |  | Rangers             |
| 11          | Gary McAllister  |  |  | Leeds United        |
| 13          | Pat Nevin        |  |  | Everton             |
| 16          | Jim McInally     |  |  | Dundee United       |
| Aanval      |                  |  |  |                     |
| 5           | Ally McCoist     |  |  | Rangers             |
| 6           | Brian McClair    |  |  | Manchester United   |
| 7           | Gordon Durie     |  |  | Tottenham Hotspur   |
| 14          | Kevin Gallacher  |  |  | Coventry City       |
| 20          | Duncan Ferguson  |  |  | Dundee United       |

| Doel        |                  |  |  |                   |
| 1           | Jim Leighton     |  |  | Hibernian         |
| 12          | Andy Goram       |  |  | Rangers           |
| 22          | Nicky Walker     |  |  | Partick Thistle   |
| Verdediging |                  |  |  |                   |
| 2           | Stewart McKimmie |  |  | Aberdeen          |
| 3           | Tommy Boyd       |  |  | Celtic            |
| 4           | Colin Calderwood |  |  | Tottenham Hotspur |
| 5           | Colin Hendry     |  |  | Blackburn Rovers  |
| 6           | Derek Whyte      |  |  | Middlesbrough     |
| 13          | Tosh McKinlay    |  |  | Celtic            |
| Middenveld  |                  |  |  |                   |
| 8           | Stuart McCall    |  |  | Rangers           |
| 10          | Gary McAllister  |  |  | Leeds United      |
| 11          | John Collins     |  |  | Celtic            |
| 16          | Craig Burley     |  |  | Chelsea           |
| 21          | Scott Gemmill    |  |  | Nottingham Forest |
| Aanval      |                  |  |  |                   |
| 7           | John Spencer     |  |  | Chelsea           |
| 9           | Ally McCoist     |  |  | Rangers           |
| 14          | Gordon Durie     |  |  | Rangers           |
| 15          | Eoin Jess        |  |  | Coventry City     |
| 18          | Kevin Gallacher  |  |  | Blackburn Rovers  |
| 19          | Darren Jackson   |  |  | Hibernian         |
| 20          | Scott Booth      |  |  | Aberdeen          |

| Doel        |
| Verdediging |
| Middenveld  |
| Aanval      |

## Supporters
De bijnaam van de supporters is de "Tartan Army". Dit is afgeleid van de kilts die traditioneel een bepaald patroon van Schotse ruiten (een tartan) hebben, en 'Army' betekent 'leger'. De supporters noemen zich ook wel "Ally's Army" naar Ally MacLeod, de trainer van Schotland tijdens het wereldkampioenschap voetbal 1978.
 Albanië ·  Andorra ·  Armenië ·  Azerbeidzjan ·  België ·  Bosnië en Herzegovina ·  Bulgarije ·  Cyprus ·  Denemarken ·  Duitsland ·  Engeland ·  Estland ·  Faeröer ·  Finland ·  Frankrijk ·  Georgië ·  Gibraltar ·  Griekenland ·  Hongarije ·  Ierland ·  IJsland ·  Israël ·  Italië ·  Kazachstan ·  Kosovo ·  Kroatië ·  Letland ·  Liechtenstein ·  Litouwen ·  Luxemburg ·  Malta ·  Moldavië ·  Montenegro ·  Nederland ·  Noord-Ierland ·  Noord-Macedonië ·  Noorwegen ·  Oekraïne ·  Oostenrijk ·  Polen ·  Portugal ·  Roemenië ·  Rusland ·  San Marino ·  Schotland ·  Servië ·  Slovenië ·  Slowakije ·  Spanje ·  Tsjechië ·  Turkije ·  Wales ·  Wit-Rusland ·  Zweden ·  Zwitserland
 Bohemen ·  Bohemen en Moravië ·  Duitse Democratische Republiek ·  Ierland ·  Joegoslavië ·  Servië en Montenegro ·  Tsjecho-Slowakije ·  GOS ·  Saarland ·  Sovjet-Unie
SFA · A-internationals · Selecties · Bondscoaches · Statistieken · Schots vrouwenelftal · Brits olympisch elftal · Schotland U21 · Schotland U20 · Schotland U19 · Schotland U18 · Schotland U17 · Schotland U16 · Vrouwen U17
1872 – 1899 ·
1900 – 1919 ·
1920 – 1929 ·
1930 – 1939 ·
1940 – 1949 ·
1950 – 1959 ·
1960 – 1969 ·
1970 – 1979 ·
1980 – 1989 ·
1990 – 1999 ·
2000 – 2009 ·
2010 – 2019 ·
2020 − 2029
EK's: 1992 ·
1996 ·
2020 ·
2024
WK's: 1954 ·
1958 ·
1974 ·
1978 ·
1982 ·
1986 ·
1990 ·
1998
1872 ·
1873 ·
1874 ·
1875 ·
1876 ·
1877 ·
1878 ·
1878 ·
1879 ·
1880 ·
1881 ·
1882 ·
1883 ·
1884 ·
1885 ·
1886 ·
1887 ·
1888 ·
1889 ·
1890 ·
1891 ·
1892 ·
1893 ·
1894 ·
1895 ·
1896 ·
1897 ·
1898 ·
1899 ·
1900 ·
1901 ·
1902 ·
1903 ·
1904 ·
1905 ·
1906 ·
1907 ·
1908 ·
1909 ·
1910 ·
1911 ·
1912 ·
1913 ·
1914 ·
1915–1919 ·
1920 ·
1921 ·
1922 ·
1923 ·
1924 ·
1925 ·
1926 ·
1927 ·
1928 ·
1929 ·
1930 ·
1931 ·
1932 ·
1933 ·
1934 ·
1935 ·
1936 ·
1937 ·
1938 ·
1939 ·
1940–1945 ·
1946 ·
1947 ·
1948 ·
1949 ·
1950 ·
1951 ·
1952 ·
1953 ·
1954 ·
1955 ·
1956 ·
1957 ·
1958 ·
1959 ·
1960 ·
1960 ·
1961 ·
1962 ·
1963 ·
1964 ·
1965 ·
1966 ·
1967 ·
1968 ·
1969 ·
1970 ·
1971 ·
1972 ·
1973 ·
1974 ·
1975 ·
1976 ·
1977 ·
1978 ·
1979 ·
1980 ·
1981 ·
1982 ·
1983 ·
1984 ·
1985 ·
1986 ·
1987 ·
1988 ·
1989 ·
1990 ·
1991 ·
1992 ·
1993 ·
1994 ·
1995 ·
1996 ·
1997 ·
1998 ·
1999 ·
2000 ·
2001 ·
2002 ·
2003 ·
2004 ·
2005 ·
2006 ·
2007 ·
2008 ·
2009 ·
2010 ·
2011 ·
2012 ·
2013 ·
2014 · 
2015 · 
2016 · 
2017 ·
2018 ·
2019 ·
2020 ·
2021 ·
2022
Albanië ·
Argentinië · 
Armenië ·
Australië ·
België ·
Bosnië en Herzegovina ·
Brazilië ·
Bulgarije ·
Canada ·
Chili ·
Colombia ·
Congo-Kinshasa ·
Costa Rica ·
Cyprus ·
DDR ·
Denemarken ·
Duitsland ·
Ecuador ·
Egypte ·
Engeland ·
Estland ·
Faeröer ·
Finland ·
Frankrijk ·
Georgië ·
Gibraltar · 
GOS ·
Griekenland ·
Hongarije ·
Ierland ·
IJsland ·
Iran ·
Israël ·
Italië ·
Japan ·
Joegoslavië ·
Kazachstan ·
Kroatië ·
Letland ·
Liechtenstein ·
Litouwen ·
Luxemburg ·
Malta ·
Marokko ·
Mexico ·
Moldavië ·
Nederland ·
Nieuw-Zeeland ·
Nigeria · 
Noord-Ierland ·
Noord-Macedonië ·
Noorwegen ·
Oekraïne ·
Oostenrijk ·
Paraguay ·
Peru ·
Polen ·
Portugal ·
Qatar ·
Roemenië ·
Rusland ·
San Marino ·
Saoedi-Arabië ·
Servië ·
Slovenië ·
Slowakije · 
Sovjet-Unie ·
Spanje ·
Trinidad en Tobago · 
Tsjechië ·
Tsjecho-Slowakije ·
Turkije · 
Uruguay ·
Verenigde Staten ·
Wales ·
Wit-Rusland ·
Zuid-Afrika ·
Zuid-Korea ·
Zweden ·
Zwitserland
Engeland (2021) · 
Kroatië (2021) · 
Nieuw-Zeeland (1982) · 
Tsjechië (2021)